# Бомількар (суфет Карфагену)
Бомількар (*пун. 𐤁𐤃‬𐤌𐤋‬𐤒‬𐤓‬𐤕) (III ст. до н. е.) — державний діяч Карфагенської держави часів Другої Пунічної війни.

## Життєпис
Походив з аристократичного роду. Підтримував «партію війни», що намагалася взяти реванш за поразку у першій війні з Римом. Вважається, що він обіймав посаду суфета і що саме він є тим Бомількаром, який у 218 року до н. е. головував на засіданні Ради ста, коли було схвалено рішення розпочати війну з Римською республікою. Подальша доля невідома.

## Родина
Дружина — донька Гамількара Барки
Діти:
- Ганнон, військовик часів Другої Пунічної війни